# Halichoeres aestuaricola
Halichoeres aestuaricola Bussing, 1972 è un pesce di acqua salata e salmastra appartenente alla famiglia Labridae.

## Distribuzione e habitat
Proviene dall'oceano Pacifico, in particolare dalle coste della Colombia e del golfo di California. È una specie che vive sia negli estuari dei fiumi, dove il fondale è ricco di sabbia, detriti e vegetazione come mangrovie che nelle zone marine con fondo roccioso. Nuota a circa 5 m di profondità.

## Descrizione
Presenta un corpo leggermente compresso ai lati, allungato soprattutto negli esemplari giovanili, che presentano una testa dal profilo appuntito. La lunghezza massima registrata è di 22 cm. La colorazione non è particolarmente sgargiante, ma tende al grigio scuro-marrone o al giallo scuro, con le pinne non particolarmente basse e di una colorazione giallastra. Nei giovani sulla pinna dorsale, lunga, è presente una macchia nera, e ce ne è anche una più piccola sul peduncolo caudale. La pinna caudale non è biforcuta.

## Biologia

### Alimentazione
Ha una dieta varia, composta da invertebrati acquatici come crostacei, molluschi e vermi.

### Riproduzione
È oviparo e la fecondazione è esterna. Non ci sono cure nei confronti delle uova.

## Conservazione
Questa specie viene classificata come "dati insufficienti" (DD) dalla lista rossa IUCN perché non è di alcun interesse per la pesca ma il suo habitat costiero potrebbe essere minacciato dalle attività umane; inoltre la sua biologia è poco conosciuta.